# Mário Travaglini
Mario Travaglini (São Paulo, 30 de abril de 1932 — São Paulo, 20 de fevereiro de 2014), foi um futebolista e treinador de futebol brasileiro.

## Biografia
Foi considerado um dos introdutores da filosofia do futebol moderno no futebol brasileiro, combinando a versatilidade dos esquemas táticos europeus (sobretudo o da Seleção Neerlandesa de 1974) com o talento dos craques nacionais. Com o Palmeiras foi campeão paulista em 1966, e campeão brasileiro em 1967, vencendo a Taça Brasil (atual Campeonato Brasileiro). Venceu ainda o Campeonato Brasileiro de 1974 treinando o Vasco da Gama.
Em 1976, foi campeão carioca pelo Fluminense, em um time conhecido por Máquina Tricolor, trabalhando nas Laranjeiras também nos primeiros meses de 1977.
Em 1978, foi supervisor técnico de Cláudio Coutinho no comando da Seleção Brasileira que disputou a Copa do Mundo daquele ano, na Argentina.
Entre 1982 e 1983, treinou o Corinthians, sendo campeão paulista comandando a chamada Democracia Corinthiana.
Em 1983 até 1984, foi treinador do São Paulo, onde foi vice-campeão paulista em 1983, e o time foi muito mal no campeonato brasileiro de 1984. Saiu depois de uma derrota para o Internacional por 2 a 0, na segunda rodada do Torneio Heleno Nunes. Fez no São Paulo, 64 jogos, com 29 vitórias, 24 empates, e 11 derrotas, para depois voltar a comandar o Palmeiras no campeonato paulista de 1984, quarto lugar.
Em 1987, foi treinador do Vitória. Aposentou-se no início dos anos 90, treinando clubes do interior paulista.
Foi presidente do Sindicato dos Treinadores Profissionais de Futebol de São Paulo e, em 2008, teve lançada uma biografia sua: "Mário Travaglini - da Academia à Democracia", de Márcio Trevisan e Helvio Borelli.
Morreu em 20 de fevereiro de 2014, "em São Paulo, com 81 anos, vítima de um tumor cerebral, depois de ter estado mais de um mês hospitalizado".

## Títulos
Palmeiras
- Campeonato Paulista: 1966
- Campeonato Brasileiro: 1967

Vasco da Gama
- Torneio Quadrangular do Rio de Janeiro: 1973
- Troféu Pedro Novaes: 1973
- Torneio Erasmo Martins Pedro: 1973
- Campeonato Brasileiro: 1974
- Taça Oscar Wright Silva: 1974
- Taça Danilo Leal Carneiro: 1975
- Taça Cidade de Cabo Frio: 1975

Fluminense
- Campeonato Carioca: 1976
- Terceiro Turno do Campeonato Carioca de 1976
- Torneio de Paris: 1976
- Copa Governador Faria Lima 1977

Corinthians
- Campeonato Paulista: 1982

Seleção Brasileira
- Jogos Pan-Americanos: 1979[1][5]